# Liste de séismes au Népal
Pour un article plus général, voir Listes de séismes.
Voici une liste de séismes au Népal. Elle inclut ceux dont l'épicentre est situé au Népal ainsi que ceux dont l'épicentre est situé à l'extérieur, mais ayant causé des dommages importants dans ce pays.

## Liste
| Date              | Heure     | Lieu | Latitude | Longitude | Décès                 | Magnitude | Notes   | Sources |
| ----------------- | --------- | --- | -------- | --------- | --------------------- | --------- | ------- | ------- |
| 7 juin 1255       |           | Kathmandou | 27,7     | 85,3      | 30 % de la population |           |         | [ 1 ]   |
| 26 août 1833      |           | Kathmandou/Bihar                                                                                               | 28,3     | 85,5      |                       | 8,0       | Ms (en) | [ 2 ]   |
| 7 juillet 1869    |           | Kathmandou | 27,7     | 85,3      |                       | 6,5       | Ms      | [ 3 ]   |
| 28 août 1916      | 06:39     | Népal/Tibet | 30,0     | 81,0      |                       | 7,7       | Ms      | [ 4 ]   |
| 15 janvier 1934   | 08:43     | Népal/Tibet voir Séisme de 1934 au Népal-Bihar                                                                 | 26,773   | 86,762    | 10 600                | 8,0       | Mw      | [ 5 ]   |
| 27 juin 1966      | 10:41     | Népal/frontière indienne                                                                                       | 29,554   | 80,854    | 80                    | 6,3       | Ms      | [ 6 ]   |
| 29 juillet 1980   | 14:58     | Népal/Pithoragarh                                                                                              | 29,598   | 81,092    | 200                   | 6,5       | Ms      | [ 7 ]   |
| 20 août 1988      | 23:09     | Kathmandou/Bihar voir séisme de 1988 au Népal (en)                                                             | 26,775   | 86,616    | 1 091                 | 6,6       | Ms      | [ 8 ]   |
| 18 septembre 2011 | 06:29     | Sikkim | 27,33    | 88,62     |                       | 6,8       | Ms      |         |
| 25 avril 2015     | 11:58am   | Kathmandou/Inde/Tibet voir Séismes de 2015 au Népal et liste de répliques du séisme d'avril 2015 au Népal (en) | 28,147   | 84,708    | 8 635                 | 7,8       | Mw      | [ 9 ]   |
| 12 mai 2015       | 12:38 IST | Népal/Chine/Inde voir Séisme de mai 2015 au Népal (en) (une des répliques du séisme d'avril)                   | 27,97    | 85,96     | 213                   | 7,3       |         |         |